# Edouard Chatton
Edouard Chatton (11. října 1883 – 23. dubna 1947) byl francouzský přírodovědec, který se věnoval výzkumu nálevníků a obrněnek, ale především je znám pro svou studii, v níž rozdělil život na dvě fundamentální linie, prokaryota a eukaryota. Tento koncept byl (částečně) pozměněn teprve nedávno, kdy bylo zjištěno, že prokaryota jako taxon pravděpodobně nejsou přirozená a rozpadají se na bakterie a archea.